# Johann Steuerlein
Johann Steuerlein (auch Johann Steurlein, * 5. Juli 1546 in Schmalkalden; † 5. Mai 1613 in Meiningen) war ein deutscher evangelischer Kirchenlieddichter und Komponist sowie Stadtschultheiß (Bürgermeister) in Meiningen.

## Leben
Johann Steuerlein wurde am 5. Juli 1546 als Sohn des Pfarrers Caspar Steuerlein in Schmalkalden geboren. Zunächst studierte er Rechtswissenschaft in Wittenberg und Jena und wurde 1569 als Stadtschreiber nach Wasungen berufen. 20 Jahre später ging er nach Meiningen, um als hennebergischer Kanzleisekretär zu arbeiten. Zum Stadtschultheiß von Meiningen berief man ihn 1604. Diese Funktion übte er bis 1612 aus. Johann Steuerlein starb am 5. Mai 1613. Rudolf II. hatte ihm die Dichterkrone verliehen, außerdem war er als kaiserlicher Notar tätig gewesen.
Einen Namen hat sich Steuerlein als Dichter geistlicher Lieder sowie als Tonsetzer gemacht. In Wittenberg veröffentlichte er 1571 seine ersten mehrstimmigen Gesänge, außerdem veröffentlichte er auch fremde Kirchenlieder, befasste sich hingegen auch mit weltlichen Liedern. Der Autor der ADB schrieb, „als Dichter geistlicher Lieder ist er [Steuerlein] weniger bedeutend.“ Angeblich hat Steuerlein die gesamte Bibel in Gesänge umgewandelt, nachweisen lässt sich allerdings nur eine 1581 erschienene Verreimung von Jesus Sirach. Weiter urteilte der unbekannte ADB-Autor, das bekannteste Lied, das Steuerlein zugeschrieben wird, sei Das alte Jahr vergangen ist, wir danken dir, Herr Jesu Christ gewesen, doch ist eine Verfasserschaft nicht gesichert.
Johann Steuerlein unterrichtete in Wasungen möglicherweise Melchior Vulpius.

## Werke
- Epithalamia. Geistliche Hochzeitgesänge zum Gebrauche in Kirchen und Schulen, mit 4 und mehr Stimmen componirt (1587)
- Das alte Jahr vergangen ist, wir danken dir, Herr Jesu Christ (Teile von Text und Melodie; Evangelisches Gesangbuch 59)
- Wie lieblich ist der Maien aus lauter Gottesgüt (Weltliche Gesenge 1575; erst im 20. Jahrhundert mit Martin Behms Mailied verbunden; Evangelisches Gesangbuch 501; Melodie zu Mit Lieb bin ich umfangen, ebenso zum Mitsommerlied Das Jahr steht auf der Höhe von Detlev Block 1978, Gotteslob 465)
- Mit Lieb bin ich umfangen[2]